# Maggie Malone
Maggie Malone (ur. 30 grudnia 1993 w College Station) – amerykańska lekkoatletka specjalizująca się w rzucie oszczepem, olimpijka (2016, 2021, 2024).
Uczestniczka igrzysk olimpijskich w Rio de Janeiro (2016), w których odpadła w eliminacjach konkursu oszczepniczek, zajmując 25. miejsce.
Złota medalistka mistrzostw Stanów Zjednoczonych w 2016 oraz mistrzostw NCAA z tego samego roku.
Rekord życiowy: 67,40 (17 lipca 2021, East Stroudsburg) były rekord Stanów Zjednoczonych.

## Osiągnięcia
| Rok  | Impreza              | Miejsce        | Pozycja           | Wynik |
| ---- | -------------------- | -------------- | ----------------- | ----- |
| 2016 | Igrzyska olimpijskie | Rio de Janeiro | el. – 25. miejsce | 56,47 |
| 2019 | Mecz Europa – USA    | Mińsk          | 7. miejsce        | 54,79 |
| 2021 | Igrzyska olimpijskie | Tokio          | 10. miejsce       | 59,82 |
| 2022 | Mistrzostwa świata   | Eugene         | el. – 22. miejsce | 54,19 |
| 2023 | Mistrzostwa świata   | Budapeszt      | el. – 18. miejsce | 57,85 |
| 2024 | Igrzyska olimpijskie | Paryż          | el. – 24. miejsce | 58,76 |